# UN-Sonderberichterstatter zum Recht auf Privatsphäre
Die Stelle des Sonderberichterstatters zum Recht auf Privatsphäre (englisch Special Rapporteur on the right to privacy) wurde geschaffen, um Hindernisse für die Förderung und den Schutz des Rechts auf Privatsphäre zu eruieren. Dazu Trends, Entwicklungen und Herausforderungen in Bezug auf das Recht auf Privatsphäre zu untersuchen und Empfehlungen zu unterbreiten, um deren Förderung und Schutz (auch im Zusammenhang mit dem Internet), zu gewährleisten.

## Das UN-Mandat
Der UN-Menschenrechtsrat schuf diese Stelle am 1. April 2015 mittels einer Resolution, in welcher auch der Auftrag definiert wurde. Dieses UN-Mandat ist auf drei Jahre befristet und wird regelmäßig verlängert. Die letzte Verlängerung des Mandates erfolgte am 9. April 2018.
Der Sachverständige ist kein Mitarbeiter der Vereinten Nationen, sondern wird von der UN mit einem Mandat beauftragt und dazu erließ der UN-Menschenrechtsrat einen Verhaltenskodex. Der unabhängige Status des Mandatsträgers ist für die unparteiische Wahrnehmung seiner Aufgaben entscheidend. Die Amtszeit eines Mandats ist auf maximal sechs Jahre begrenzt.
Er erstellt thematische Studien und erarbeitet Leitlinien zur Verbesserung der Menschenrechte. Der Sonderbeauftragte macht auf Einladung von Staaten Länderbesuche und kann in beratender Funktion Empfehlungen abgeben. Er prüft Mitteilungen und unterbreitet den Staaten Vorschläge, wie sie allfällige Missstände beheben können. Er macht auch Anschlussverfahren, in welchen er die Umsetzung der Empfehlungen prüft. Dazu erstellt er Jahresberichte zu Händen des UN-Menschenrechtsrates.

## Amtsinhaber
- 2015–2021 Joseph A. Cannataci – Malta
- seit 2021 Ana Brian Nougrères – Uruguay

## Websites
- Website des Sonderberichterstatters (englisch)